# Arco della Mandorla
L'Arco della Mandorla  ou Porta Eburbea est l'une des cinq portes étrusques de Pérouse, situé sur la Piazza Mariotti, dans le quartier homonyme de Porta Eburnea, dont le symbole est un éléphant.

## Histoire et description
L'origine du nom provient du fait que, dans l'Antiquité, se trouvait à proximité un temple dédié au dieu Vertumne,.
Insérée dans les murs de la ville étrusque, elle conserve ses pierres de taille originales en travertin jusqu'à l'arc, remplacé à l'époque médiévale par un arc en ogive, d'où le nom de Mandorla. Le plus ancien nom « Eburnea  » fait référence aux défenses d'ivoire d'éléphant, symbole du quartier. La porte est traversée par la route royale qui menait à Orvieto. Sur sa gauche, il reste un tronçon de la muraille  étrusque  qui se poursuit sur les marches de la Via del Paradiso, restructurée à une époque ultérieure.
La porte a été modifiée au XIVe siècle prenant une forme médiévale avec un arc ogival et des joints saillants caractéristiques. De la porte originale, il reste une protomé léonin, reproduite dans une réplique médiéval dans la porta Trasimena de Via della sposa et quelques lettres qui ont probablement formé l'inscription « AUGUSTA PERUSIA - COLONIA VIBIA  » récurrente dans presque toutes les portes des murs étrusques, comme l'arc étrusque ou la Porta Marzia.
La tradition populaire indique que ce lieu serait particulièrement propice à « porter chance », au point que la famille Baglioni, avant ses expéditions militaires, ne manquait jamais de passer sous cette arche,.